# Седов, Евгений Николаевич
Евге́ний Никола́евич Седо́в (род. 22 февраля 1930, Павловск) — советский и российский учёный в области селекции плодовых культур. Академик ВАСХНИЛ (1990), РАСХН (1992), РАН (2013), доктор сельскохозяйственных наук (1974), профессор (1991). Заслуженный деятель науки РСФСР (1988).

## Биография
Родился в Павловске (ныне — Воронежской области). В 1952 году окончил плодоовощной факультет Воронежского сельскохозяйственного института, в 1955 году — аспирантуру при НИИ садоводства им. И. В. Мичурина. С того же 1955 года работает в НИИ селекции плодовых культур, достиг должностей заместителя директора по научной работе (1960—1968, 1987—1995), заведующего отделом селекции (1973—1987), заведующего отделом селекции и сортовой агротехники семечковых культур (с 1995), ныне — заведующий лабораторией селекции яблони. Член редколлегии журнала «Садоводство и виноградарство».
В 1999 г. Е. Н. Седову присвоено звание «Международный человек тысячелетия», он вошёл в число 2000 выдающихся интеллектуалов XX столетия с присуждением диплома и медали. Сорта, созданные Е. Н. Седовым и его соратниками, выращиваются в садах площадью 3 тысячи гектаров; по продуктивности и экономической эффективности они превосходят районированные ранее на 25-30 %.
Награжден 2 орденами Трудового Красного Знамени (1971, 1981), орденом Почета (1995), орденом «За заслуги перед Отечеством» IV (2006) и III (2020) степени и 3 медалями СССР.
Опубликовал более 400 научных трудов, также за рубежом.